# Soye-en-Septaine
Soye-en-Septaine település Franciaországban, Cher megyében. Lakosainak száma 582 fő (2022. január 1.). Soye-en-Septaine Bourges, Crosses, Osmoy, Plaimpied-Givaudins, Saint-Just és Savigny-en-Septaine községekkel határos.

## Népesség
A település népessége az elmúlt években az alábbi módon változott:
| Lakosok száma | 442  | 446  | 475  | 572  | 572  | 578  | 583  | 602  | 595  | 582  |
|               | 1968 | 1982 | 1990 | 2006 | 2013 | 2015 | 2017 | 2019 | 2020 | 2022 |